# South Thomaston
South Thomaston ist eine Town im Knox County des Bundesstaates Maine in den Vereinigten Staaten. Im Jahr 2020 lebten dort 1511 Einwohner in 952 Haushalten auf einer Fläche von 46,54 km².

## Geografie
Nach dem United States Census Bureau hat South Thomaston eine Gesamtfläche von 46,54 km², von der 29,63 km² Land sind und 16,91 km² aus Gewässern bestehen.

### Geografische Lage
South Thomaston liegt im Süden des Knox Countys, im Osten begrenzt durch den Weskeag River, einem kurzen, hauptsächlich durch die Tide beeinflussten Fluss, der durch das salzige Wasser des Atlantischen Ozeans beeinflusst wird und im Westen durch die Georges Bay. Zum Gebiet der Town gehören mehrere Inseln. Die bekannteste ist Spruce Head, die durch eine Brücke an das Festland angeschlossen ist. Die Oberfläche des Gebietes ist leicht hügelig, ohne nennenswerte Erhebungen.

### Nachbargemeinden
Alle Entfernungen sind als Luftlinien zwischen den offiziellen Koordinaten der Orte aus der Volkszählung 2010 angegeben.
- Norden: Rockland (Maine), 4,6 km
- Nordosten: Owls Head, 6,7 km
- Osten: Muscle Ridge Islands, Unorganized Territory 10,7 km
- Süden: St. George, 10,1 km
- Westen: Cushing, 13,9 km
- Nordwesten: Thomaston, 5,0 km

### Stadtgliederung
In South Thomaston gibt es mehrere Siedlungsgebiete: Pleasant Beach, South Thomaston und Waterman Beach. Weitere Gebietsbezeichnungen in South Thomaston waren Wessaweskeag, Weskeag und Keag (auch Gig).

### Klima
Die mittlere Durchschnittstemperatur in South Thomaston liegt zwischen −5,6 °C (22 °Fahrenheit) im Januar und 18,3 °C (65 °Fahrenheit) im Juli. Damit ist der Ort gegenüber dem langjährigen Mittel der USA um etwa 6 Grad kühler. Die Schneefälle zwischen Oktober und Mai liegen mit bis zu zweieinhalb Metern mehr als doppelt so hoch wie die mittlere Schneehöhe in den USA; die tägliche Sonnenscheindauer liegt am unteren Rand des Wertespektrums der USA.

## Geschichte
Die erste Besiedlung durch europäische Siedler fand 1767 statt, als sich Elisha Snow niederließ und eine Sägemühle am Westkeag River errichtete. Weitere Siedler folgten. Nachdem eine weitere Sägemühle durch Joseph Coombs im Jahr 1773 erbaut wurde, schlossen sich beide zusammen und bauten eine Kornmühle.
Der indianische Name dieser Gegend war Wessaweskeag, was übersetzt Land der Wunder bedeutet. Der Name wurde von den ersten Siedlern zu Weskeag, danach zu Keag zusammengezogen und schließlich ist es zu Gig geschrumpft.
Die Baptistische Kirche von South Thomaston ist die  zweitälteste Kirche zwischen der Penobscot Bay und dem Kennebec River. Sie wurde 1784 gegründet und inzwischen unter Denkmalschutz gestellt. Ein Meeting-House wurde 1796 erbaut.
South Thomaston wurde am 28. Juli 1848 aus der Town Thomaston ausgegliedert und als eigenständige Town organisiert. Teile von St. George kamen 1865 hinzu und im Jahr 1921 wurde Land an Owls Head abgegeben. Thomaston war benannt nach John Thomas.

### Einwohnerentwicklung
| Volkszählungsergebnisse – Town of South Thomaston, Maine | Volkszählungsergebnisse – Town of South Thomaston, Maine | Volkszählungsergebnisse – Town of South Thomaston, Maine | Volkszählungsergebnisse – Town of South Thomaston, Maine | Volkszählungsergebnisse – Town of South Thomaston, Maine | Volkszählungsergebnisse – Town of South Thomaston, Maine | Volkszählungsergebnisse – Town of South Thomaston, Maine | Volkszählungsergebnisse – Town of South Thomaston, Maine | Volkszählungsergebnisse – Town of South Thomaston, Maine | Volkszählungsergebnisse – Town of South Thomaston, Maine | Volkszählungsergebnisse – Town of South Thomaston, Maine |
| Jahr                                                     | 1800                                                     | 1810                                                     | 1820                                                     | 1830                                                     | 1840                                                     | 1850                                                     | 1860                                                     | 1870                                                     | 1880                                                     | 1890                                                     |
| -------------------------------------------------------- | -------------------------------------------------------- | -------------------------------------------------------- | -------------------------------------------------------- | -------------------------------------------------------- | -------------------------------------------------------- | -------------------------------------------------------- | -------------------------------------------------------- | -------------------------------------------------------- | -------------------------------------------------------- | -------------------------------------------------------- |
| Einwohner                                                |                                                          |                                                          |                                                          |                                                          |                                                          | 1420                                                     | 1615                                                     | 1693                                                     | 1771                                                     | 1534                                                     |
| Jahr                                                     | 1900                                                     | 1910                                                     | 1920                                                     | 1930                                                     | 1940                                                     | 1950                                                     | 1960                                                     | 1970                                                     | 1980                                                     | 1990                                                     |
| Einwohner                                                | 1426                                                     | 1438                                                     | 947                                                      | 579                                                      | 538                                                      | 654                                                      | 732                                                      | 831                                                      | 1064                                                     | 1227                                                     |
| Jahr                                                     | 2000                                                     | 2010                                                     | 2020                                                     | 2030                                                     | 2040                                                     | 2050                                                     | 2060                                                     | 2070                                                     | 2080                                                     | 2090                                                     |
| Einwohner                                                | 1416                                                     | 1558                                                     | 1511                                                     |                                                          |                                                          |                                                          |                                                          |                                                          |                                                          |                                                          |

## Kultur und Sehenswürdigkeiten

### Bauwerke
In South Thomaston wurden zwei Bauwerke unter Denkmalschutz gestellt und ins National Register of Historic Places aufgenommen.
- Finnish Congregational Church and Parsonage 1994 unter der Register-Nr. 94000639[9]
- George Thorndike House 1983 unter der Register-Nr. 83000463[10]

## Wirtschaft und Infrastruktur

### Verkehr
Die Maine State Route 131 verläuft in nordsüdlicher Richtung durch den Westen von South Thomaston. Ebenfalls in nordsüdlicher Richtung verläuft die Maine State Route 73 durch den Osten von South Thomaston.

### Öffentliche Einrichtungen
Es gibt keine medizinischen Einrichtungen oder Krankenhäuser in South Thomaston. Die nächstgelegenen befinden sich in Waldoboro, Camden und Rockland.
In South Thomaston befindet sich die South Thomaston Public Library in der Dublin Road.

### Bildung
Im Ort besteht die South Thomaston Historical Society.
South Thomaston gehört zusammen mit Cushing, Owls Head, Rockland und Thomaston zum Regional School Unit 13.
Im Schulbezirk werden mehrere Schulen angeboten:
- Cushing Community School; Schulklassen Kindergarten bis 5. Schuljahr, in Cushing
- Thomaston Grammar School; Schulklassen Kindergarten bis 5. Schuljahr, in Thomaston
- Ash Point Community School; Schulklassen Kindergarten bis 5. Schuljahr, in Owls Head
- South School; Schulklassen Kindergarten bis 5. Schuljahr, in Rockland
- Oceanside Middle School; Schulklassen 6–8, in Thomaston
- Oceanside High School; Schulklassen 9–12, in Rockland